# Escursione nella canzone neoclassica napoletana
Escursione nella canzone neoclassica napoletana è il ventunesimo album in studio del cantante italiano Mauro Nardi, pubblicato nel 1999 dalla Visco Disc.

## Tracce
1. Na parola – 2:46 (P. Gallifuoco - G. Chianese)
2. Malepenziere – 4:07 (G. Russo - V. Acampora)
3. Miette a meglia – 3:46 (R. Mallozzi - R. Matassa)
4. Lusingame – 3:43 (N. Taranto - M. Festa)
5. Segretamente – 3:36 (V. Annona - A. Romeo)
6. Scugnezziello nnammurato – 3:59 (Dura - Salerni)
7. L'ommo che denare – 3:46 (L. Pisano - A. Falvo)
8. Giacca rossa – 3:01 (Nisa - R. Carosone)
9. Core spezzato – 3:44 (G. Russo - S. Mazzocco)
10. Suonno a marechiaro – 3:40 (R. Fiore - A. Vian)
11. Sincerità – 3:28 (Esposito - Colucci)
12. T'aspetto e nove – 4:11 (Nisa - R. Carosone)
13. Guaglione – 3:06 (Nisa - Fanciulli)
14. Scapricciatiello – 3:20 (Albano - Vento)
15. Palazziello – 2:37 (De Gregorio - F. Rendine)